# Twice as Tall
Twice as Tall è il quinto album in studio del cantante nigeriano Burna Boy, pubblicato nel 2020.

## Tracce
1. Level Up (featuring Youssou N'Dour) – 4:28
2. Alarm Clock – 2:12
3. Way Too Big – 3:20
4. Bebo – 2:44
5. Wonderful – 3:33
6. Onyeka – 3:22
7. Naughty by Nature (featuring Naughty by Nature) – 3:34
8. Comma – 2:50
9. No Fit Vex – 3:41
10. 23 – 4:05
11. Time Flies (featuring Sauti Sol) – 3:44
12. Monsters You Made (featuring Chris Martin) – 3:37
13. Wetin Dey Sup – 3:37
14. Real Life (featuring Stormzy) – 3:16
15. Bank On It – 4:36